# 生命醫療照護集團
生命醫療照護集團（英語：Life Healthcare Group）前身為阿弗洛斯健康照護的醫院部門，是南非私人醫院集團。生命醫療照護集團也是南非最大的黑人持有的醫院營運公司。

## 歷史
1997 年，阿弗洛斯收購波札那的哈博羅內醫院，首次將業務拓展到南非以外的區域，並在翌年收購阿弗洛斯職業健康照護，跨足輔助醫學領域，接著在南非開設康復、心理健康和腎透析中心。1999 年，阿弗洛斯在約翰尼斯堡證券交易所收購PresMed的38所醫院和醫療機構以借殼上市。隨後，生命醫療照護集團收購了阿瑪霍普集團，並收購了生命艾斯迪梅尼的55%股份。
2005年，阿弗洛斯健康照護集團退出股市，出售给黑人賦權組織：創業投資有限公司（縮寫)，改名為生命醫療照護集團。2010年，生命醫療照護集團上市。
2016年11月，生命醫療照護集團以大约104億蘭特收購了放射醫學成像公司：聯盟醫療集團，提升南非人獲得醫學成像服務的機會，但於2022年傳出了出售聯盟醫療在英國全部或部分業務的消息。

## 數據洩漏事件
2020年6至7月，生命醫療照護集團受到了網路攻擊，因此聘請了網路安全專家和蒐證團隊解決問題。這次網路攻擊影響了集團於南非業務的病患帳單、醫療援助索賠等財務資訊生成。

## 外部連結
- 生命醫療照護集團官方網站